# يان ساندستروم
يان ساندستروم (بالسويدية: Jan Sandström)‏ هو لاعب هوكي الجليد سويدي، ولد في 24 يناير 1978 في لوليو في السويد.

## وصلات خارجية
- يان ساندستروم على موقع دوري الهوكي الوطني (الإنجليزية)
- يان ساندستروم على موقع EliteProspects.com (الإنجليزية)
- يان ساندستروم على موقع HockeyDB.com (الإنجليزية)